# Lévrier Tazi
Le Lévrier Tazi, ou Kazakh Tazy, est une race de chiens originaire du Kazakhstan.
Ce lévrier est reconnue à titre provisoire par la Fédération cynologique internationale (FCI).

## Description
Le lévrier tazi est un chien de chasse polyvalent, utilisé de façon traditionnelle de chasse à vue sur le petit gibier (renard, marmotte, blaireaux, lièvres) et les animaux ongulés comme le cerf, le sanglier, le saïga et le bouquetin sibérien.
Il chasse aussi bien en groupe ou que séparément.
Aujourd'hui, il est principalement utilisé comme chien de chasse, mais également comme chien de compagnie.

### Photos

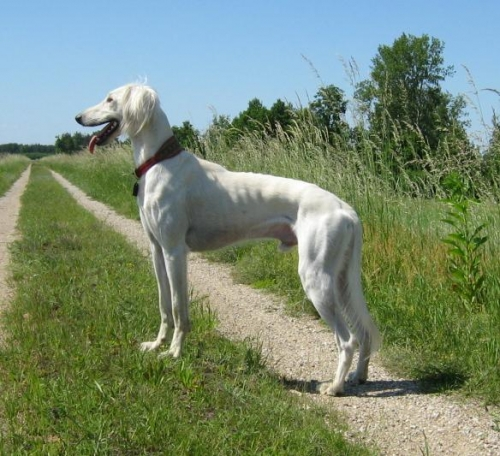
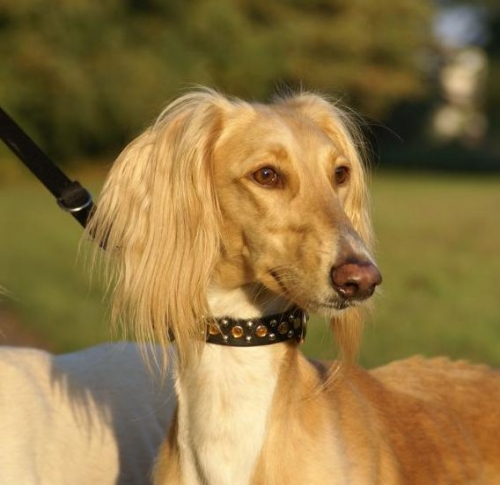
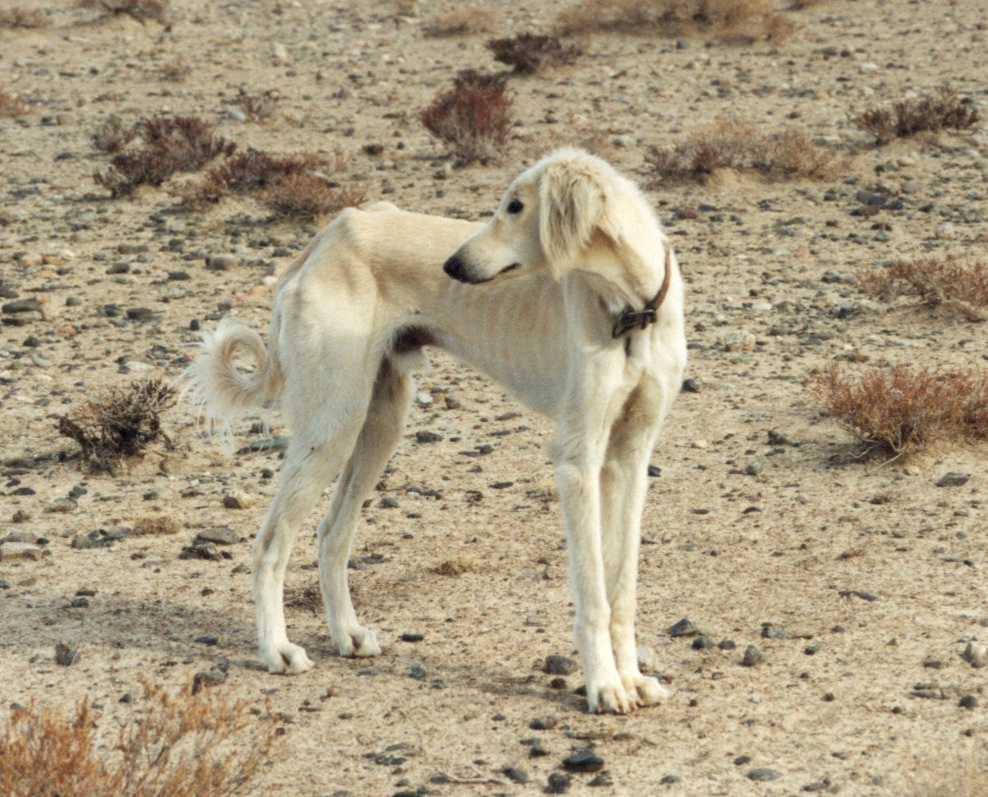
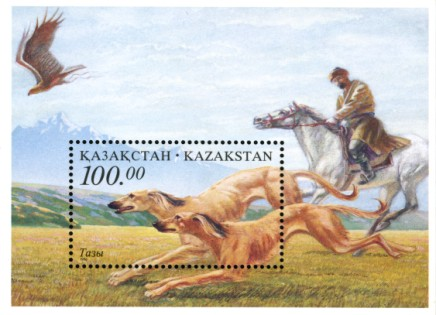